# Arènes de Condrette
Les arènes de Condrette, dédiées à la course landaise et à la corrida, sont situées sur la commune de Mugron, dans le département français des Landes. Elles ont une capacité de 2 500 places, dont 500 couvertes.

## Présentation
La course landaise est pratiquée à Mugron dès le XIXe siècle sur la place de Condrette. Les arènes primitives en bois, d'abord démontables puis fixes à partir de 1906, sont remplacées en 1910 par l'ouvrage actuel en dur. La réalisation est attribuée à André Mouneu, habitant de Mugron, qui utilise comme matériaux de construction la pierre de Mugron, la pierre d'Angoulême et pour les gradins, le béton armé, technique nouvelle à l'époque. Elles prennent la forme d'un fer à cheval, avec une entrée en pierres de taille et des tribunes couvertes de 400 places. L'inauguration a lieu l'année suivante, en août 1911, à l'occasion des fêtes patronales.
Elles comptent parmi les plus belles arènes de France et font partie des monuments de Mugron qui se visitent hors saison tauromachique. Elles sont situées « au cœur du canton de Mugron, en Chalosse qui compte une douzaine d'arènes permanentes. C'est le lieu de plus forte concentration de sites tauromachiques dans le monde. » Le département des Landes regroupe à lui seul 133 arènes permanentes dont 80 se situent au sud d'une ligne Dax-Mont-de-Marsan-Gabarret.
C'est en 1956 que la première novillada a eu lieu dans cette arène.

## Tauromachie
Dans les arènes de Mugron, on donne des courses espagnoles. À Pâques et au début août se déroulent des novilladas  non-piquées et des courses landaises, 

## Galerie

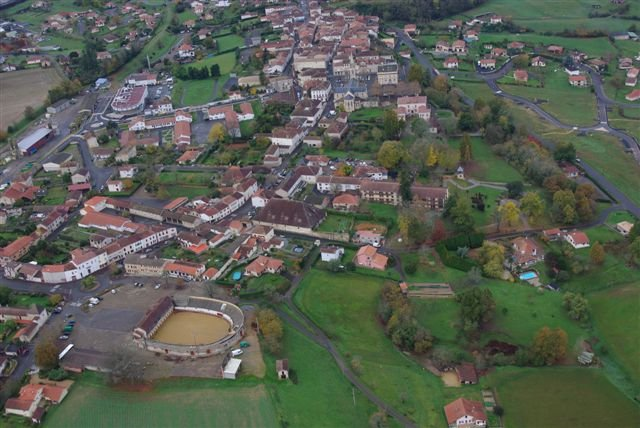
Vue aérienne de Mugron et ses arènes
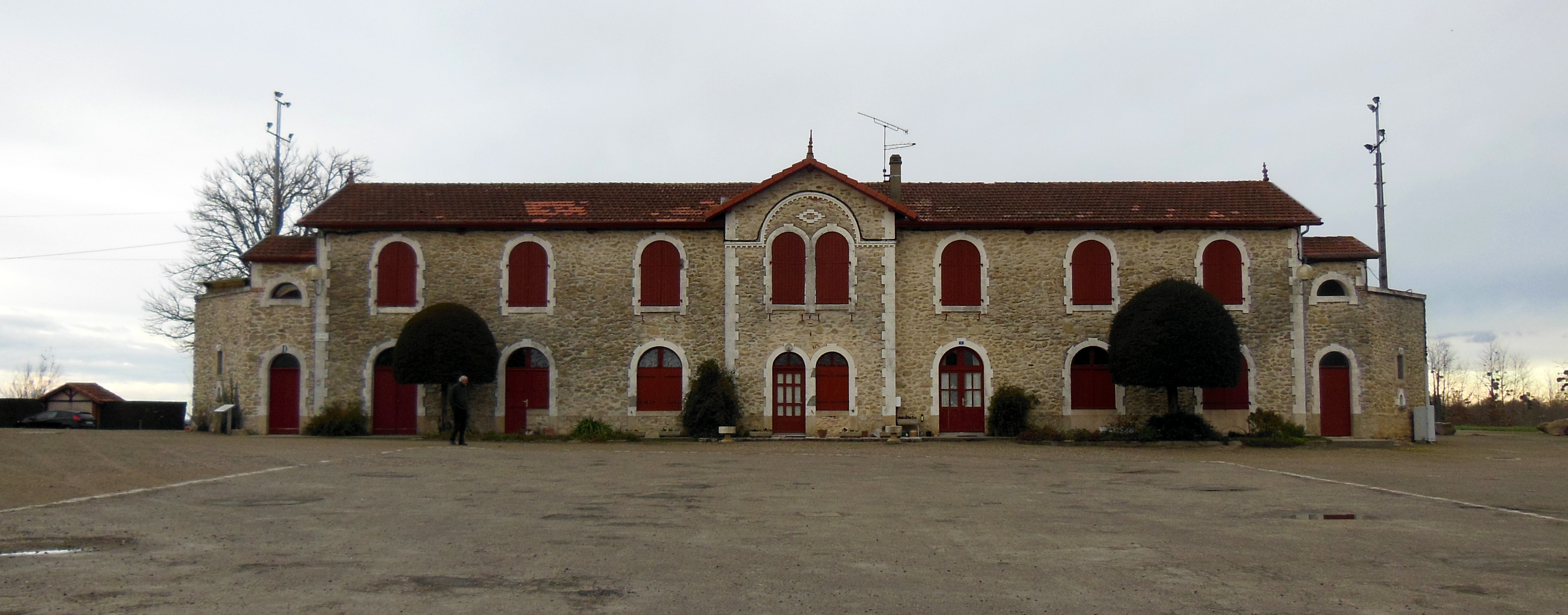
Façade des arènes
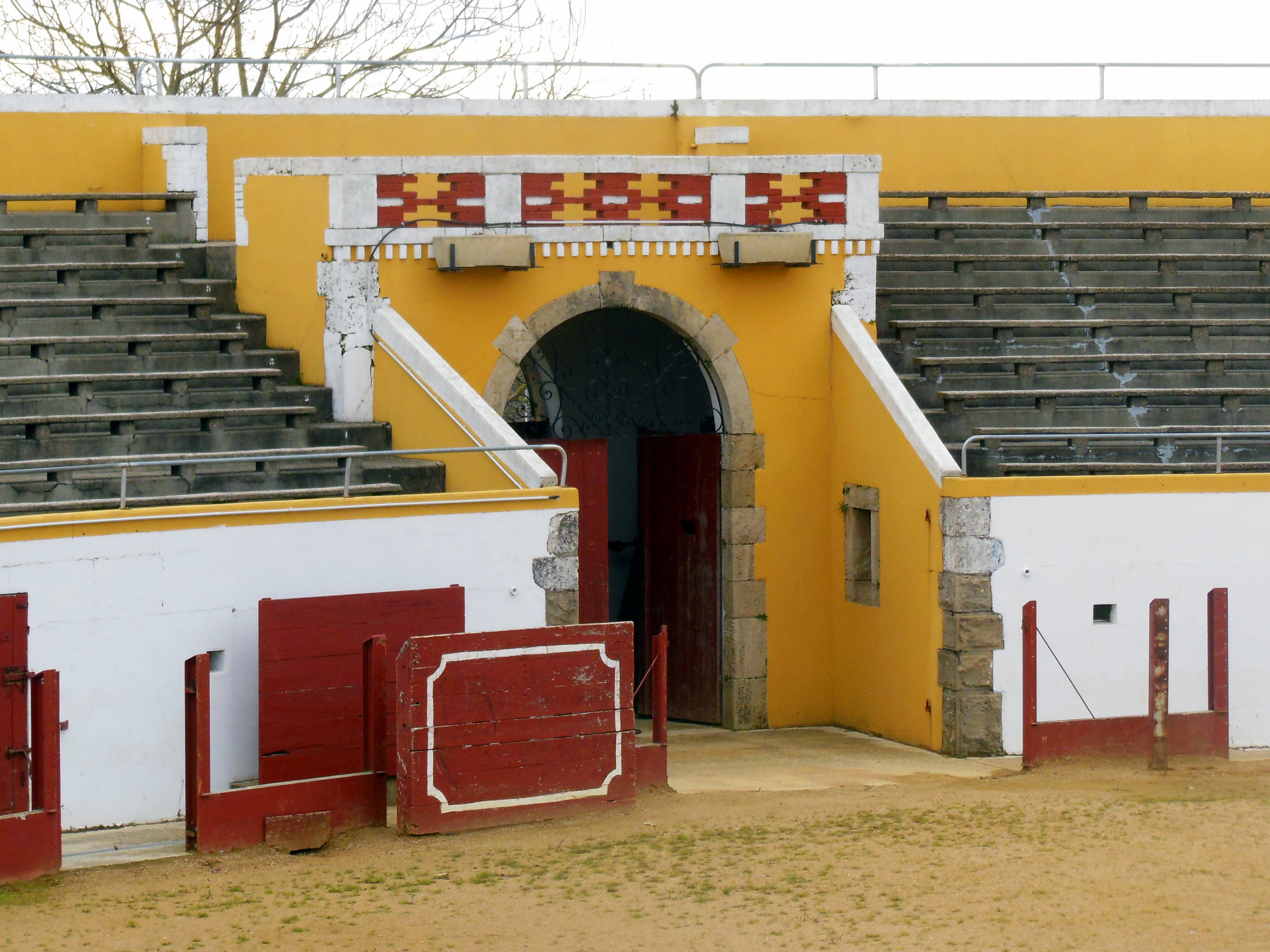
Entrée principale
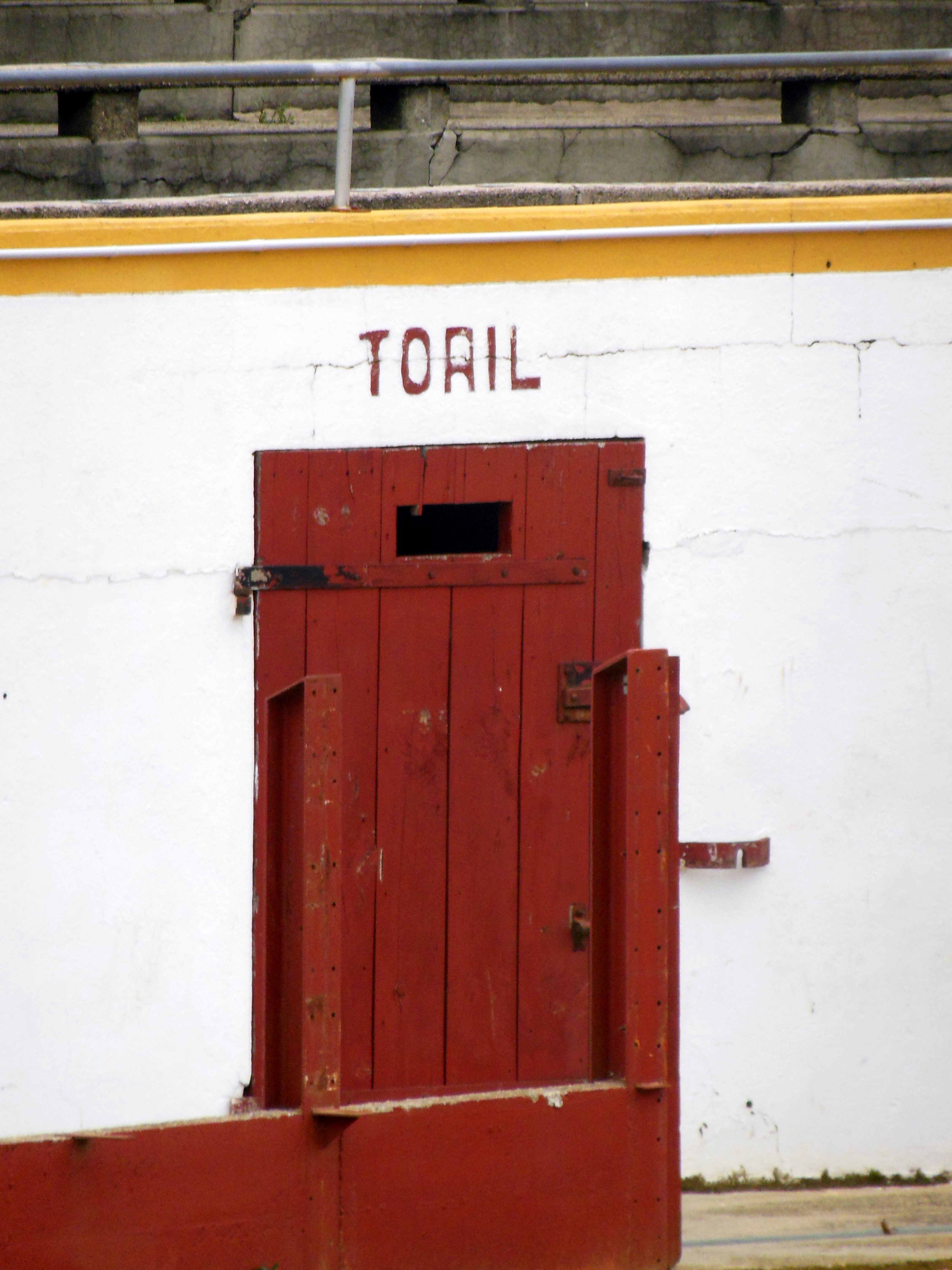
Toril
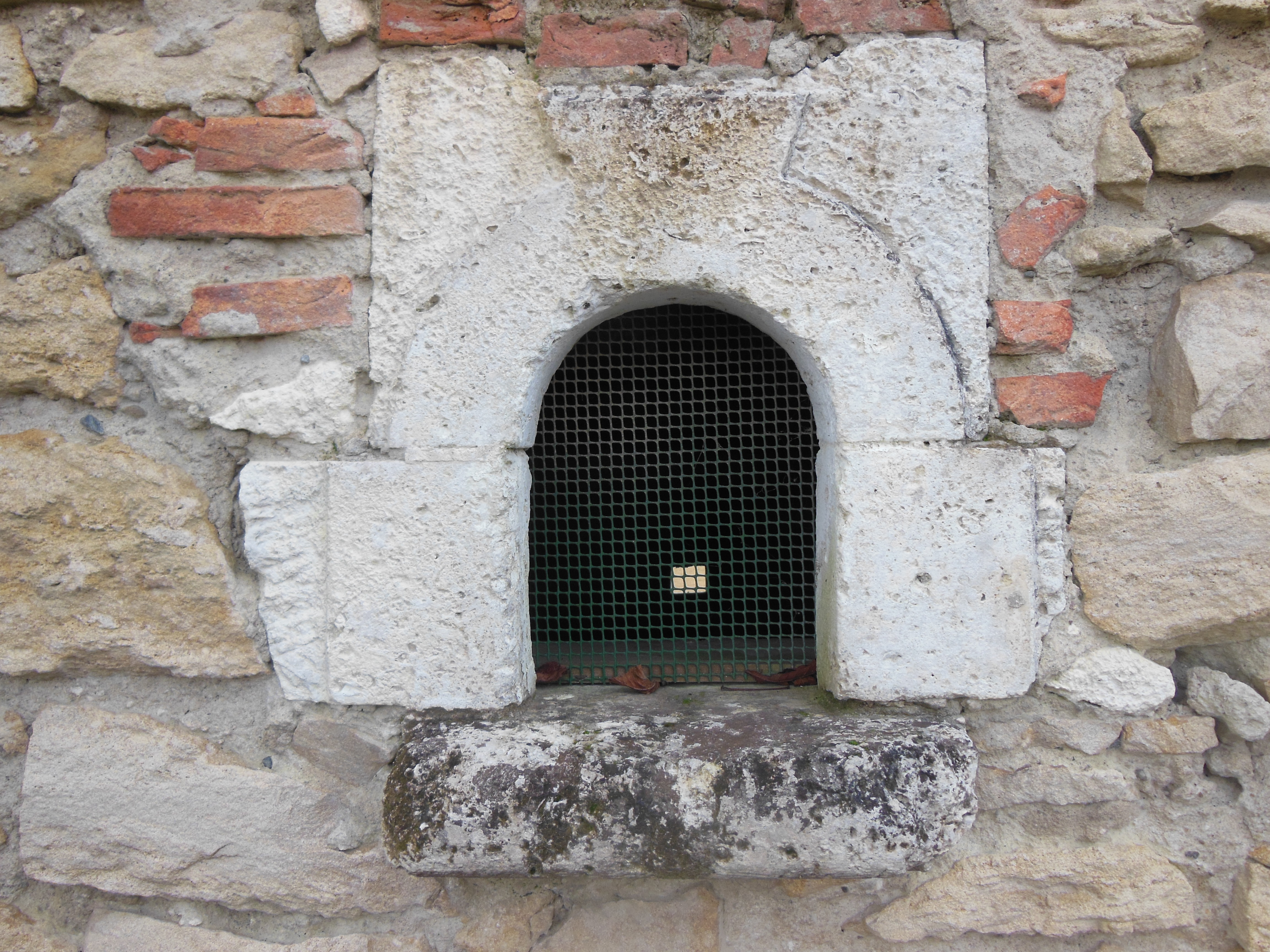
Guichet
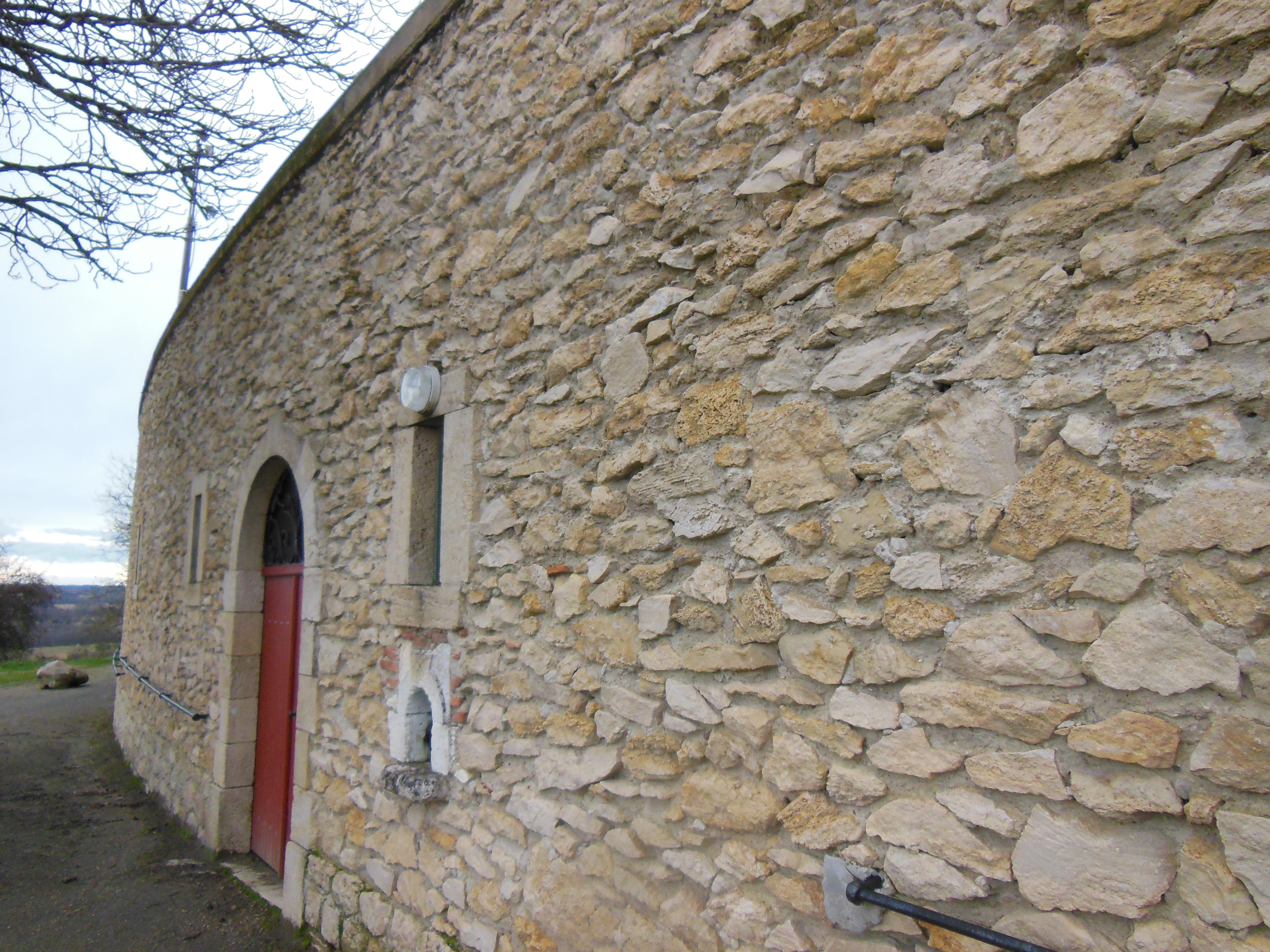
Mur externe